# Jimmy Baldwin
James Baldwin, detto Jimmy (Blackburn, 12 gennaio 1922 – Romford, 13 luglio 1985), è stato un allenatore di calcio e calciatore inglese, di ruolo difensore.

## Carriera
Esordisce tra i professionisti nella stagione 1946-1947, all'età di 24 anni, alla ripresa dei campionati dopo la seconda guerra mondiale: in particolare, tra il 1946 ed il 1948 gioca nella prima divisione inglese con il Blackburn, con cui poi dal 1948 al 1950 gioca invece in seconda divisione, per complessive 88 partite di campionato nell'arco del suo quadriennio di permanenza nel club. Si trasferisce poi al Leicester City, con cui gioca in seconda divisione fino alla vittoriosa Second Division 1953-1954, trascorrendo poi l'anno seguente in prima divisione ed infine un'ultima stagione, la 1955-1956, nuovamente in seconda divisione, per un totale di 180 presenze e 4 reti in partite di campionato con le Foxes. Trascorre infine quattro anni con il doppio ruolo di giocatore ed allenatore con due diversi club semiprofessionistici (Great Yarmouth Town e Yeovil Town), abbandonando definitivamente la carriera calcistica (sia da giocatore che da allenatore) al termine della stagione 1959-1960, all'età di 38 anni.

## Palmarès

### Giocatore

#### Competizioni nazionali
- Campionato inglese di seconda divisione: 1

Leicester City: 1953-1954
- Western Football League Cup: 1

Yeovil Town: 1958-1959

### Allenatore

#### Competizioni nazionali
- Western Football League Cup: 1

Yeovil Town: 1958-1959